# Phaeomyias
Phaeomyias es un género actualmente vacío, de aves paseriformes de la familia Tyrannidae que agrupaba a especies nativas de la América tropical (Neotrópico). El género fue tratado como monotípico por mucho tiempo, pero diversos autores sostenían que se dividía en más de una especie. Un análisis genético conducido en el año 2016 llegó a la conclusión de que las especies en el presente género debían ser incluidas en el género Nesotriccus, lo que fue adoptado por las principales clasificaciones. Sus miembros eran conocidos por el nombre común de piojitos y también mosqueritos, tiranuelos, tiranoletes o moscaretas, entre otros.

## Etimología
El nombre genérico femenino «Phaeomyias» se compone de las palabras del griego «phaios» que significa ‘moreno’, ‘pardo’, y «muia, muias» que significa ‘mosca’.

## Taxonomía
El género fue propuesto por el ornitólogo alemán Hans von Berlepsch en 1902 que designó como especie tipo a Elaïnea incomta Cabanis & Heine SR., 1859, actualmente Phaeomyias murina incomta, una subespecie de Phaeomyias murina, originalmente descrita como Platyrhynchus murinus, o sea, por designación subsecuente.
Durante mucho tiempo Phaeomyias fue tratado como monotípico. Algunos autores, como Ridgely & Tudor (1994) y Ridgely & Greenfield (2001), principalmente con base en la notable diferencia de vocalización, consideraron al taxón tumbezana (incluyendo inflava y maranonica), del suroeste de Ecuador y el noroeste de Perú como especie plena: Phaeomyias tumbezana. Las evidencias genéticas presentadas por Rheindt et al (2008c) confirmaron estas hipótesis.
Un análisis de ADN mitocondrial realizado por Zucker et al. (2016), que exploró las relaciones entre Nesotriccus ridgwayi, el mosquerito de la isla del Coco, una especie endémica de esta isla del Océano Pacífico de Costa Rica, y las varias poblaciones de Phaeomyias a través de su distribución en Centro y Sudamérica, encontró que Nesotriccus está embutido en el árbol de la evolución de Phaeomyias; y que este complejo de subespecies, representa por lo menos cuatro especies distintas que se diferencian en plumaje, vocalización y hábitat. Nesotriccus sufrió un cuello de botella poblacional subsecuente a su divergencia de las poblaciones de Centro y Sudamérica en el Pleistoceno medio. Por lo tanto, se concluye que todas las especies pertenecen al mismo género y como Nesotriccus tiene prioridad sobre Phaeomyias, las especies en este deben ser transferidas, con lo cual se vuelve un sinónimo posterior de Nesotriccus.

## Especies transferidas
- Phaeomyias murina (Spix, 1825), piojito pardo;
- Phaeomyias tumbezana (Taczanowski, 1877), piojito de Tumbes.